# جاستن فيليبس
جاستن فيليبس هو لاعب كرة القدم الكندية كندي، ولد في 24 أبريل 1985 في أوتاوا في كندا.